# Yvone Kane
Yvone Kane é um filme luso-brasileiro-moçambicano de drama realizado e escrito por Margarida Cardoso, que protagonizou Beatriz Batarda, Irene Ravache, Samuel Malumbe e Gonçalo Waddington. O filme foi apresentado no Festival do Rio em 29 de setembro de 2014 e lançado nos cinemas portugueses a 26 de fevereiro e nos cinemas moçambicanos a 21 de setembro de 2015.

## Elenco
- Beatriz Batarda como Rita
- Irene Ravache como Sara
- Samuel Malumbe como Gabriel
- Gonçalo Waddington como João
- Mina Andala como Yvone
- Óscar de Brito como Assistente de Bordo
- Maria Helena como Graa
- Herman Jeusse como Jaime
- Francilia Jonaze como Madre Superiora
- Adriano Luz como Alex
- Mário Mabjaia como Eduardo
- Iva Mugalela como Cassilda

## Reconhecimentos
| Lista de prémios e indicações | Lista de prémios e indicações                              | Lista de prémios e indicações | Lista de prémios e indicações | Lista de prémios e indicações | Lista de prémios e indicações |
| Ano                           | Prémio                                                     | Categoria                     | Destinatários e nomeados      | Resultado                     | Ref(s)                        |
| ----------------------------- | ---------------------------------------------------------- | ----------------------------- | ----------------------------- | ----------------------------- | ----------------------------- |
| 2014                          | Festival de Cinema Luso-Brasileiro de Santa Maria da Feira | Melhor Actriz                 | Beatriz Batarda               | Venceu                        | [ 9 ]                         |
| 2014                          | Festival de Cinema das Noites Negras de Tallinn            | Grande Prémio                 | Margarida Cardoso             | Indicado                      | [ 10 ]                        |
| 2015                          | Prémios Áquila                                             | Melhor Filme                  |                               | Indicado                      | [ 11 ]                        |
| 2015                          | Prémios Áquila                                             | Melhor Atriz Principal        | Beatriz Batarda               | Indicado                      | [ 11 ]                        |
| 2015                          | Prémios Áquila                                             | Melhor Atriz Secundária       | Irene Ravache                 | Indicado                      | [ 11 ]                        |
| 2015                          | Prémios Áquila                                             | Melhor Realizador             | Margarida Cardoso             | Indicado                      | [ 11 ]                        |
| 2015                          | Prémios Áquila                                             | Melhor Argumento              | Margarida Cardoso             | Indicado                      | [ 11 ]                        |
| 2016                          | Prémios Autores de 2016                                    | Melhor Argumento              | Margarida Cardoso             | Venceu                        | [ 12 ]                        |
| 2016                          |                                                            | Melhor Filme                  |                               | Venceu                        |                               |